# بوکورت-ان-سنتر
بوکورت-ان-سنتر (به فرانسوی: Beaucourt-en-Santerre) یک کمون (فرانسه) در فرانسه است که در سم (فرانسه) واقع شده‌است. بوکورت-ان-سنتر ۵٫۹۵ کیلومتر مربع مساحت دارد ۹۵ متر بالاتر از سطح دریا واقع شده‌است.